# Balbinus

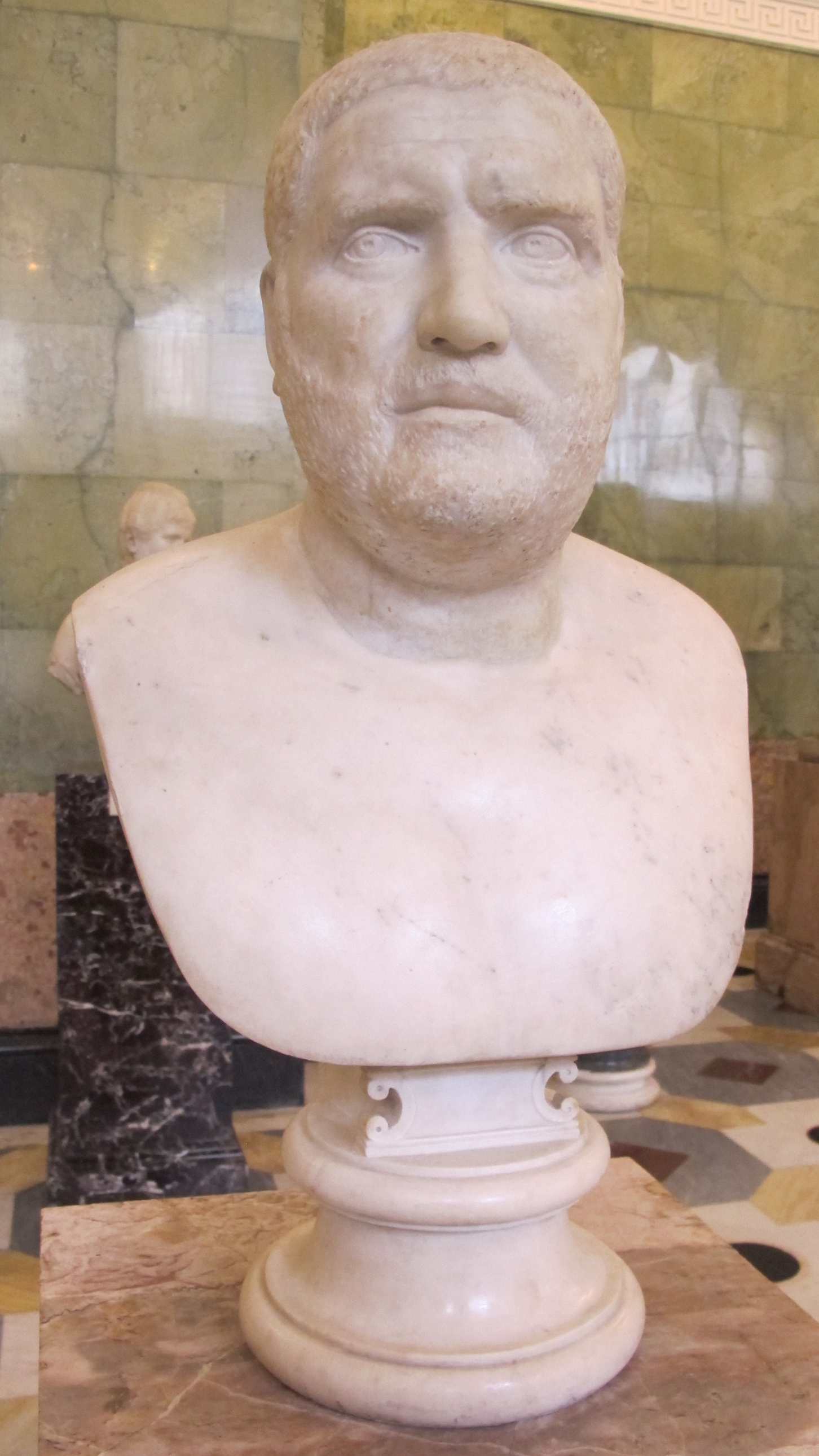
Büste des Balbinus

Decimus Caelius Calvinus Balbinus (* vor 178; † Anfang [?] Mai 238 in Rom) war im Sechskaiserjahr von Ende Januar oder Anfang Februar (?) 238 bis zu seinem Tod gut drei Monate später römischer Kaiser. Er wurde zusammen mit Pupienus vom römischen Senat gewählt, nachdem es Gordian I. und Gordian II. nicht gelungen war, den zum Staatsfeind erklärten Kaiser Maximinus Thrax zu besiegen.

## Herrschaft
Die Wahl von Balbinus und Pupienus war ein einzigartiger Vorgang, denn normalerweise bestätigte der Senat lediglich die Erhebung eines Mitkaisers durch einen bereits amtierenden Herrscher oder die Akklamation durch das Heer; dass der Senat aus eigener Initiative einen neuen Augustus ernannte, war nicht vorgesehen. Wohl aus diesem Grund konnte sich das Gremium nicht auf einen Kandidaten einigen und erhob daher gleich zwei. Erstmals wurden dabei beide Augusti mit dem Amt des Pontifex Maximus betraut. Es sollte sich aber rasch herausstellen, dass dies keine Lösung war.

### Gegenseitiges Misstrauen
Denn die kurze Regierungszeit der beiden Kaiser war geprägt von gegenseitigem Misstrauen und von der Abneigung des römischen Volkes ihnen gegenüber, was sich angeblich auch aus der Zeit des Pupienus als hart durchgreifender Stadtpräfekt begründete. Nach ihrer Ernennung durch den Senat – ein ungewöhnlicher Vorgang – mussten die beiden das Kapitol im Schutz einer schnell improvisierten Leibwache verlassen, um sich vor dem Volkszorn und den Prätorianern zu schützen. Die Plebs bevorzugte offenbar die Erhebung des jungen Enkels von Gordian I. zum Kaiser. Pupienus und Balbinus mussten sich dem Druck der Straße beugen und erhoben ihn zum Caesar.

### Triumph

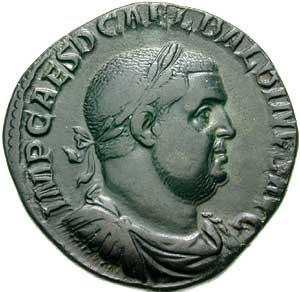
Ein Sesterz des Balbinus

Pupienus übernahm die Leitung des Kampfes gegen die Aufständischen, während Balbinus die Staatsgeschäfte organisierte. Doch noch bevor Pupienus überhaupt die dazu nötigen Truppen ausheben konnte, erreichte ihn die Nachricht, dass Maximinus Thrax vor Aquileia von den eigenen Soldaten ermordet worden sei. Daraufhin eilte Pupienus sofort nach Ravenna, nahe dem Ort des Geschehens.
Er beendete den Bürgerkrieg, indem er einfach die Armeen beider Seiten auflöste und die Soldaten zurück zu ihren Stationierungsorten schickte. Beim folgenden Zug durch die Hauptstadt (es handelte sich nicht um einen regelrechten Triumph, da keine auswärtigen Feinde besiegt worden waren) wurde Pupienus frenetisch bejubelt. Diese Ovationen waren dann offenbar auch der Anlass für den endgültigen Bruch zwischen den beiden Kaisern.
Hinter dem Konflikt stand als tiefere Ursache aber ein strukturelles Problem: Das Römische Reich war zu dieser Zeit eine Monarchie, in der ein Mehrkaisertum nur funktionieren konnte, wenn (wie bei Mark Aurel und Lucius Verus) eindeutig geklärt war, welcher Herrscher den höchsten Rang und das letzte Wort hatte. An diesem Problem waren einige Jahre zuvor bereits Caracalla und Geta gescheitert. Und auch die Rivalität zwischen Pupienus und Balbinus eskalierte, sobald der gemeinsame Feind Maximinus tot war. Doch zunächst ließen sie sich nichts anmerken und regierten in scheinbarem Einverständnis weiter.

### Tod
Beide Kaiser scheinen geplant zu haben, den anderen durch militärischen Ruhm zu übertreffen. Pupienus plante offenbar einen Perserfeldzug, während Balbinus gegen die Germanen ziehen wollte. Allerdings wurde ihnen zum Verhängnis, dass Balbinus sich seit seiner Zeit als Statthalter in Germanien stets einen Trupp von Germanen als Leibwache hielt. Dies verärgerte die Prätorianer, die sich ohnehin ins Abseits gedrängt fühlten. Sie profitierten offenbar davon, dass die beiden Kaiser einander inzwischen fundamental misstrauten. Während eines lautstarken Streits zwischen den beiden Kaisern drangen die Gardisten in den kaiserlichen Palast ein. Pupienus soll sich geweigert haben, die germanische Leibwache des Balbinus herbeizurufen, weil er glaubte, sein Kollege wolle ihn heimtückisch ermorden lassen. Stattdessen brachten die Prätorianer beide Kaiser in ihre Gewalt und brachten sie grausam um.
Nach einer laut Herodian nur 99 Tage dauernden Regentschaft der beiden „Senatskaiser“ hatte sich gezeigt, dass der Senat sich im Kampf um die Macht im Reich nicht mehr gegen das Militär durchsetzen und aus eigener Kraft keinen Kaiser bestimmen konnte. Nach dem Tod der beiden ging die Macht auf Gordian III. über, der, wie erwähnt, bereits kurz nach dem Tod seines Onkels und seines Großvaters (Gordian II. und Gordian I.) zum Caesar erhoben worden war.